# Ювілейний (зупинний пункт)
Ювіле́йний (біл. Юбіле́йны) — пасажирський залізничний зупинний пункт Могильовського відділення Білоруської залізниці на електрифікованій магістральній лінії південно-східного напрямку (від Мінська) Мінськ — Гомель між зупинним пунктом Радянський (4,4 км) та станцією Осиповичі I (2,5 км). Розташований у місті Осиповичі Могильовської області.

## Пасажирське сполучення
Через станцію Осиповичі ІІІ прямують поїзди регіональних ліній економкласу до станцій Мінськ-Пасажирський (Інститут культури), Бобруйськ, Осиповичі I та вантажнопасажирський поїзд сполученням Осиповичі — Гродзянка.
Приблизний час у дорозі поїздами регіональних ліній економкласу з усіма зупинками до станцій Мінськ-Пасажирський — 1 год. 59 хв., Осиповичі I — 4 хвилини.